# Nicole Branagh
Nicole Christine Branagh (San Leandro, 31 januari 1979) is een voormalig volleyballer en beachvolleyballer uit de Verenigde Staten. Ze nam in die laatste discipline eenmaal deel aan de Olympische Spelen.

## Carrière

### Zaal
Branagh speelde tijdens haar studie aan de Universiteit van Minnesota volleybal voor het universiteitsteam en maakte tussen 2001 en 2003 deel uit van de nationale ploeg. Met de Amerikaanse vrouwen won ze in 2003 een bronzen medaille bij de Pan-Amerikaanse Spelen in Santo Domingo; ze was bovendien topscorer van het toernooi met 87 punten. Na afloop van haar studie speelde Branagh in de Japanse en Italiaanse competities.

### Beach

#### 2004 tot en met 2009
Branagh begon in 2004 met beachvolleyballen op een professioneel niveau. Ze debuteerde dat jaar in de AVP Tour waar ze in totaal aan vijf wedstrijden deelnam en met Lauren Fendrick als negende eindigde in Hermosa Beach. Het seizoen daarop vormde ze voornamelijk een duo met Angie Akers en kwam ze in elf toernooien tot een vijfde plaats in Boulder en een zevende plaats in Santa Barbara. In 2006 speelde ze aanvankelijk met Holly McPeak. Aan haar zijde maakte ze Branagh haar debuut in de FIVB World Tour en behaalde ze onder meer een vijfde plaats bij Grand Slam van Gstaad. In de Amerikaanse competitie deed het tweetal mee aan twaalf wedstrijden waarbij het zevenmaal op het podium eindigde; in Sacramento en Birmingham werden ze tweede en in Huntington Beach, Seaside Heights, Atlanta, Chicago en Manhattan Beach derde. Gedurende het seizoen wisselde Branagh van partner naar Elaine Youngs – met wie ze tot 2009 zou spelen. Het duo nam datzelfde seizoen nog deel aan drie toernooien in zowel de AVP als de World Tour. In eigen land was een derde plaats in Brooklyn het beste resultaat en in de internationale competitie een vierde plaats in Vitória. In 2007 bereikten Branagh en Youngs bij de wereldkampioenschappen in Gstaad de kwartfinale. Daar werd het duo uitgeschakeld door het Chinese tweetal Xue Chen en Zhang Xi waardoor het als vijfde eindigde. Bij de overige zeven FIVB-toernooien behaalden ze enkel toptienplaatsen met onder meer een tweede plaats in Phuket en twee derde plaatsen in Sint-Petersburg en Fortaleza. In de AVP Tour deden ze mee aan veertien toernooien en behaalden ze drie overwinningen (Miami, Seaside Heights en Boston).
Het jaar daarop speelden Branagh en Youngs twaalf wedstrijden in de AVP Tour. Ze wonnen tweemaal (Charleston en Mason), eindigden viermaal als tweede (Miami, Dallas, Chicago en San Francisco) en werden vijfmaal derde (Huntington Beach, Hermosa Beach, Long Beach, Santa Barbara en Manhattan Beach). In aanloop naar de Olympische Spelen in Peking nam het duo verder deel aan acht FIVB-toernooien. Ze wonnen in Barcelona, eindigden als tweede in Moskou en werden derde in Seoel en Parijs. In Peking bereikten Branagh en Youngs de kwartfinale waar ze opnieuw werden uitgeschakeld door Xue en Zhang. Daarnaast won ze met Kerri Walsh Jennings het Open-toernooi van Dubai en eindigde ze met Tyra Turner op een tweede en derde plaats in respectievelijk Phuket en Sanya. In 2009 speelde Branagh met Youngs vijf internationale wedstrijden waaronder de WK in Stavanger. Het duo bereikte wederom de kwartfinale die verloren werd van het Braziliaanse tweetal Ana Paula Connelly en Shelda Bede. In Gstaad en Klagenfurt eindigden ze verder respectievelijk als derde en tweede. In de binnenlandse competitie namen ze deel aan veertien toernooien, waarvan ze er negen wonnen (Panama City, Riverside, San Diego, Huntington Beach, Atlanta, Manhattan Beach, Hermosa Beach, Muskegon en Chicago). Daarnaast werden ze viermaal tweede (Houston, Ocean City, San Francisco en Mason).

#### 2010 tot en met 2018
Nadat Youngs in 2009 was gestopt met beachvolleybal, vormde Branagh in 2010 een team met Misty May-Treanor. In de AVP Tour namen ze deel aan vijf toernooien waarbij ze tot zes podiumplaatsen kwamen; het duo won in Fort Lauderdale en Long Beach, werd tweede in Huntington Beach en Virginia Beach en eindigde als derde in Santa Barbara en Belmar. Internationaal waren ze actief op negen toernooien met onder meer een derde plaats in Stavanger en vierde plaatsen in Shanghai en Rome als resultaat. Met Walsh Jennings won ze verder in Phuket en eindigde ze als vijfde in Sanya. Het seizoen daarop speelde Branagh met Akers. In de World Tour kwamen ze bij twaalf reguliere toernooien tot vijfde plaatsen in Sanya en Stare Jabłonki. Bij de WK in Rome werden ze in de zestiende finale uitgeschakeld door de Tsjechischen Hana Klapalová en Lenka Hajecková. In eigen land speelden ze een wedstrijd; in Huntington Beach eindigden ze als derde. In 2012 partnerde Branagh met verschillende speelsters. Met Walsh Jennings behaalde ze twee tweede plaatsen in de Amerikaanse competitie (Cincinnati en Santa Barbara) en met Fendrick zette ze met een vierde plaats in Bangsaen haar beste resultaat in de mondiale competitie neer. Het jaar daarop deed ze met Fendrick mee aan twee FIVB-toernooien waarbij ze niet verder kwamen dan een zeventiende plaats in Shanghai.
In 2014 was Branagh voornamelijk actief in de AVP Tour waar ze met Amanda Lawson drie vijfde plaatsen behaalde in vijf wedstrijden. Met Whitney Pavlik deed ze verder mee aan de Grand Slam van Long Beach. Het daaropvolgende seizoen speelde ze met Jenny Kropp zes toernooien in eigen land. Het duo behaalde daarbij een overwinning (Chicago) en drie tweede plaatsen (New York, Manhattan Beach en Huntington Beach). In het mondiale circuit kwam ze met Jennifer Fopma tot een negende plaats in Saint Petersburg. Na een pauze van een jaar keerde Branagh in het seizoen 2017/18 terug. Met Walsh Jennings behaalde ze internationaal een vierde (Olsztyn) en negende plaats (Gstaad). Daarnaast deed ze met Emily Day mee aan de WK in Wenen waar ze in de zestiende finale werden uitgeschakeld door hun landgenoten Fendrick en April Ross. In de Amerikaanse competitie speelde Branagh in totaal drie wedstrijden met Zhang en Brandie Wilkerson – tweede in Manhattan Beach. Het seizoen daarop partnerde ze in de World Tour achtereenvolgens met Fendrick en Walsh Jennings waarbij ze tot twee vijfde plaatsen in acht wedstrijden kwam (Qinzhou en Warschau). In de AVP Tour was een tweede plaats in New York aan de zijde van Wilkerson het beste resultaat. In oktober 2018 speelde Branagh met Brittany Howard bij het FIVB-toernooi in Las Vegas haar laatste professionele beachvolleybalwedstrijd.

## Palmares
Kampioenschappen zaal
- 2003:  Pan-Amerikaanse Spelen

Kampioenschappen beach
- 2007: 5e WK
- 2008: 5e OS
- 2009: 5e WK

FIVB World Tour
- 2007:  Sint-Petersburg Open
- 2007:  Fortaleza Open
- 2007:  Phuket Open
- 2008:  Seoel Open
- 2008:  Barcelona Open
- 2008:  Grand Slam Parijs
- 2008:  Grand Slam Moskou

- 2008:  Dubai Open
- 2008:  Phuket Open
- 2008:  Sanya Open
- 2009:  Grand Slam Gstaad
- 2009:  Grand Slam Klagenfurt
- 2010:  Grand Slam Stavanger
- 2010:  Phuket Open

## Persoonlijk
Branagh trouwde in 2013 met haar vrouw met wie zij twee kinderen heeft.